# Dolná Tižina
Dolná Tižina (em húngaro: Alsótizsény) é um município da Eslováquia, situado no distrito de Žilina, na região de Žilina. Tem 13,12 km² de área e sua população em 2018 foi estimada em 1.409 habitantes.

## Demografia
| Ano:        | 1994 | 2004   | 2014   | 2024    |
| ----------- | ---- | ------ | ------ | ------- |
| Broj ljudi: | 1207 | 1222   | 1326   | 1510    |
| Razlika:    |      | +1,24% | +8,51% | +13,87% |

| Ano:               | 2023 | 2024   |
| ------------------ | ---- | ------ |
| Número de pessoas: | 1508 | 1510   |
| Diferença:         |      | +0,13% |